# Habronyx
Habronyx is een geslacht van insecten uit de orde vliesvleugeligen (Hymenoptera) en de familie Ichneumonidae.

## Soorten
- H. aclerivorus (Rohwer, 1915)
- H. albifrons (Spinola, 1851)
- H. amoenus Dasch, 1984
- H. ariasae Gauld & Bradshaw, 1997
- H. atropos Gauld, 1976
- H. australasiae (Morley, 1913)
- H. baibarensis (Uchida, 1928)
- H. carmonai Gauld & Bradshaw, 1997
- H. citrinus Porter, 2007
- H. clothos Gauld, 1976
- H. coarctatus (Ashmead, 1900)
- H. columbianus Dasch, 1984
- H. discoidellus (Sonan, 1930)
- H. edwardsii (Cresson, 1879)
- H. elegans (Shestakov, 1923)
- H. flavistigma Davis, 1898
- H. foveolatus Dasch, 1984
- H. fulvipes Townes, Momoi & Townes, 1965
- H. heros (Wesmael, 1849)
- H. insidiator (Smith, 1874)
- H. lachesis Gauld, 1976
- H. latens (Brues, 1910)
- H. limbatus Dasch, 1984
- H. luteopectus (Norton, 1863)
- H. magniceps (Cresson, 1872)
- H. majorocellus Wang, 1989
- H. neomexicanus Dasch, 1984
- H. nigricornis (Wesmael, 1849)
- H. oregonus Dasch, 1984
- H. pammi Gauld, 1976
- H. peltatus Dasch, 1984
- H. perspicuus (Wesmael, 1849)
- H. perturbans (Morley, 1913)
- H. punensis Porter, 2007
- H. pyretorum (Cameron, 1912)
- H. regalis (Morley, 1913)
- H. robustus (Morley, 1913)
- H. severini Dasch, 1984
- H. sonani (Uchida, 1958)
- H. subinsidiator Wang, 1985
- H. sulcator (Morley, 1913)
- H. tonnaiensis (Uchida, 1929)
- H. trilineatus (Cameron, 1906)
- H. victorianus (Morley, 1913)